# Телтов-Флеминг
Телтов-Флеминг (на немски: Teltow-Fläming) е окръг в Източна Германия, провинция Бранденбург. Граничи с Берлин на север, с окръзите Дахме-Шпреевалд и Елбе-Елстер на изток и юг, с провинция Саксония-Анхалт на югозапад и с окръг Потсдам-Мителмарк на северозапад. Площта на Телтов-Флеминг е 2092 km², а населението - около 160 000 души (2002). Административен център е град Лукенвалде.